# Донецьктеплокомуненерго
ОКП «Донецьктеплокомуненерго» — комунальне підприємство зі штаб-квартирою в місті Краматорськ Донецької області, яке займається виробництвом, розподіленням, транспортуванням та постачанням теплової енергії в Донецькій області.

## Історія
Обласне комунальне підприємство «Донецьктеплокомуненерго» створено в березні 1978 року на базі 13 теплопостачальних підприємств, з яких десять ввійшли на правах виробничих одиниць і три — на правах самостійних підприємств: «Донецькміськтепломережа», «Горлівкатепломережа» і «Маріупольтепломережа». У 1998 році підприємство запустило власні виробничі потужності.

## Структура
- Слов'янськтепломережа;
- Краматорськміжрайтепломережа;
- Костянтинівкатепломережа;
- Мирноградтепломережа;
- Волновахаміжрайтепломережа;
- Лиманська тепломережа;
- Дружківкатепломережа;
- Торецьктепломережа;
- Святогірське БКГ.[2]